# Orden für Verdienste um den Handel (Frankreich)

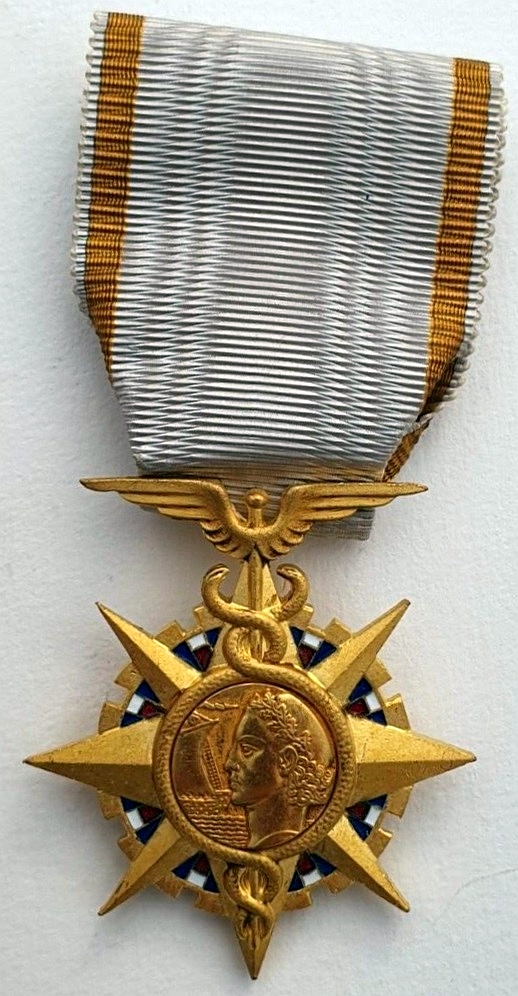
Ritterkreuz

Der Orden für Verdienste um den Handel (fr. Ordre du Mérite commercial) ist ein ehemaliger französischer Verdienstorden, der 1939 geschaffen und bis zur Stiftung des Nationalverdienstordens (fr. Ordre national du Mérite) 1963 verliehen wurde.   

## Geschichte
Der rden für Verdienste um den Handel wurde am 27. Mai 1939 per Dekret durch den Staatspräsidenten Albert Lebrun gestiftet und war zur Belohnung von Personen vorgesehen, die sich auf dem Gebiet der wirtschaftlichen Entwicklung und des Außenhandels Verdienste um die Französische Republik erworben hatten. Per Dekret vom 29. Juni 1961 wurde die Auszeichnung in Orden für Verdienste um den Handel und Industrie (Ordre du Mérite commercial et industriel) umbenannt. Die Verleihung wurde 1963 im Zuge der Reorganisation des französischen Ordenswesens und der Stiftung des Nationalverdienstordens eingestellt.

## Ordensklassen
Der Orden besteht aus drei Klassen und die Zahl der jährlichen Verleihungen war reglementiert. Per Dekret im Jahre 1952 wurde die Anzahl erhöht.
- Kommandeur – 16/24 Verleihungen
- Offizier – 30/90 Verleihungen
- Ritter – 150/250 Verleihungen

Um mit dem Orden ausgezeichnet zu werden, musste man das 35. Lebensjahr vollendet und bereits seit fünfzehn Jahren auf dem Gebiet tätig gewesen sein. Die Verleihung des Offizierkreuzes konnte frühestens sechs Jahren nach der Ernennung zum Ritter, die des Kommandeurkreuzes frühestens nach weiteren vier Jahren erfolgen.

## Ordensdekoration
Das Ordenszeichen ist ein vergoldeter achtstrahliger Stern, der an zwei ausgebreiteten Schwingen hängt und unter dessen Armen ein Zahnrad verläuft. Auf dem Stern ist ein Medaillon angebracht, das die Abbildung der römischen Gottheit Merkur sowie links daneben ein unter Segeln stehendes Schiff zeigt. Um das Medaillon winden sich zwei Schlangen. Rückseitig ist im Medaillon eine Weltkugel mit der Umschrift ORDRE DU MERITE COMMERCIAL (Orden für Verdienste um den Handel) zu sehen.
1961 wurde das Ordenszeichen verändert und im nunmehr emaillierten Medaillon ist die nach links gewendete Abbildung der Marianne vor einer Fabrik und einem Frachtschiff zu sehen. Das ebenfalls emaillierte Medaillon auf der Rückseite zeigt die Weltkugel mit der goldenen Umschrift ORDRE DU MERITE COMMERCIAL ET INDUSTRIEL (Orden für Verdienst um den Handel und Industrie).

## Trageweise
Getragen wird das Kommandeurkreuz als Halsorden. Die Ordenszeichen der Offiziere und Ritter befinden sich am Band auf der linken Brustseite, wobei auf dem Band des Offizierskreuzes eine Rosette angebracht ist. 
Das Ordensband ist grau mit einem goldenen Seitenstreifen.